# Бойова зірка
Бойова зірка (нім. Service Star), також Зірка за службу (англ. service star) — американська військова нагорода, нагрудний знак, що кріпиться до військової нагороди з метою позначення подальших нагороджень. Зірка за службу Збройних сил США має 3/16 дюйма в діаметрі та означає участь нагородженого у військових кампаніях або наступних нагород медаллю або іншою відзнакою. В залежності від статусу нагороди та обставин військових дій, зірки можуть також присуджуватися як Зірка за кампанію або Зірка за битву. Бойова зірка (Зірка за службу) відрізняються від зірок 5/16 дюйма, які видаються у ВМС США, морській піхоті та береговій охороні, для відзначення повторних нагороджень. В армії США та військово-повітряних силах для цього вживають дубові листя.
Бойова зірка (Зірка за службу) існує у двох кольорових варіантах — бронзова і срібна зіркі, та у двох розмірних варіантах — зірки діаметром 3/16 дюйма (близько 4,8 мм) і діаметром 1/8 дюйма (близько 3 мм).
Бронзова зірка позначає одне нагородження: 1 бронзова зірка, розміщена на стрічці нагороди, позначає дворазове нагородження даної нагородою (перше нагородження позначається самої медаллю або планкою), 2 бронзові зірки на стрічці нагороди позначають триразове нагородження. Срібна зірка носиться замість п'яти бронзових зірок. Таким чином, срібний знак, розміщений на колодці медалі або планці, позначає шестикратне нагородження, одна срібна та одна бронзова зірка на стрічці нагороди позначають семикратне нагородження.